# Anarnatula subflavida
Anarnatula subflavida är en fjärilsart som beskrevs av Dyar 1914. Anarnatula subflavida ingår i släktet Anarnatula och familjen mott. Inga underarter finns listade i Catalogue of Life.